# Oggetti non stellari nella costellazione di Cefeo
Principali oggetti non stellari presenti nella costellazione di Cefeo.

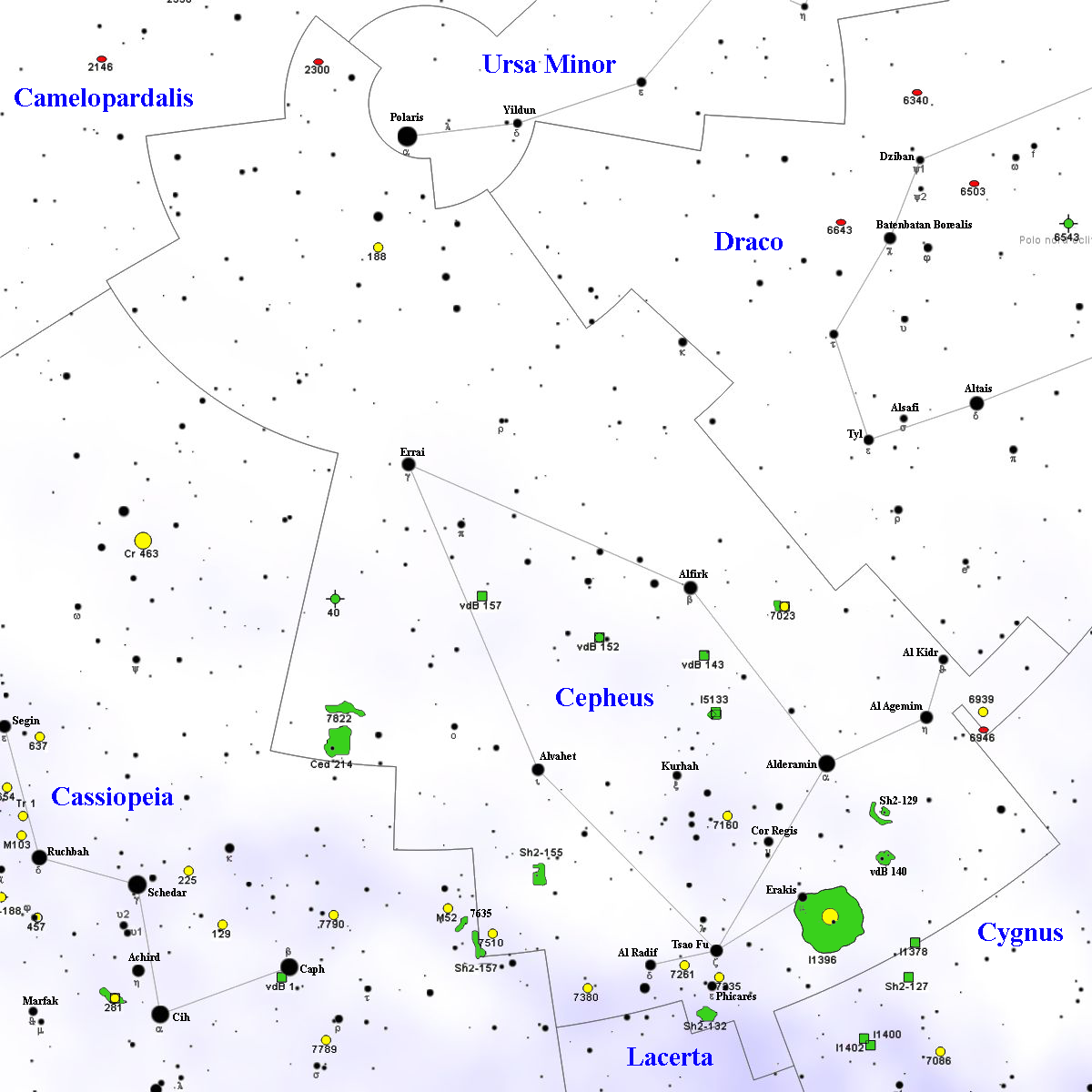
Mappa della costellazione di Cefeo.

## Ammassi aperti
- NGC 188
- NGC 6939
- NGC 7160
- NGC 7235
- NGC 7380
- NGC 7510

## Ammassi globulari
- Palomar 1

## Nebulose planetarie
- NGC 40
- NGC 7139

## Nebulose oscure
- vdB 140
- Barnard 150

## Nebulose diffuse
- Ced 214
- Complesso nebuloso molecolare di Cefeo
- Integrated Flux Nebulae
- IC 1396
- IC 1470
- NGC 7023
- NGC 7129
- NGC 7538
- NGC 7822
- Regione di Cepheus OB2
- Regione di Cepheus OB3
- Regione di Cepheus OB4
- Sh2-128
- Sh2-129
- Sh2-130
- Sh2-132
- Sh2-133
- Sh2-134
- Sh2-135
- Sh2-137
- Sh2-138
- Sh2-139
- Sh2-140
- Sh2-141
- Sh2-142
- Sh2-143
- Sh2-144
- Sh2-145
- Sh2-146
- Sh2-147
- Sh2-148
- Sh2-149
- Sh2-150
- Sh2-154
- Sh2-155
- Sh2-160
- Sh2-167
- Sh2-174
- Sh2-178
- vdB 141
- vdB 142
- vdB 143
- vdB 148
- vdB 149
- vdB 150
- vdB 152
- vdB 157

## Galassie
- IC 455
- IC 469
- NGC 1184
- IC 1502
- NGC 1544
- NGC 2276
- NGC 2300
- NGC 6951
- PGC 9563
- UGC 1039
- UGC 1198
- UGC 1285
- UGC 3253
- UGC 3257
- UGC 3336
- UGC 3522
- UGC 3528A
- UGC 3536A
- UGC 3654
- UGC 3661
- UGC 3715
- UGC 3993
- UGC 4100
- UGC 4297
- UGC 4348

## Quasar
- S5 0014 + 81

## Radiogalassie
- 2MASX J21452991+8154537